# Departament de Justícia Criminal de Texas

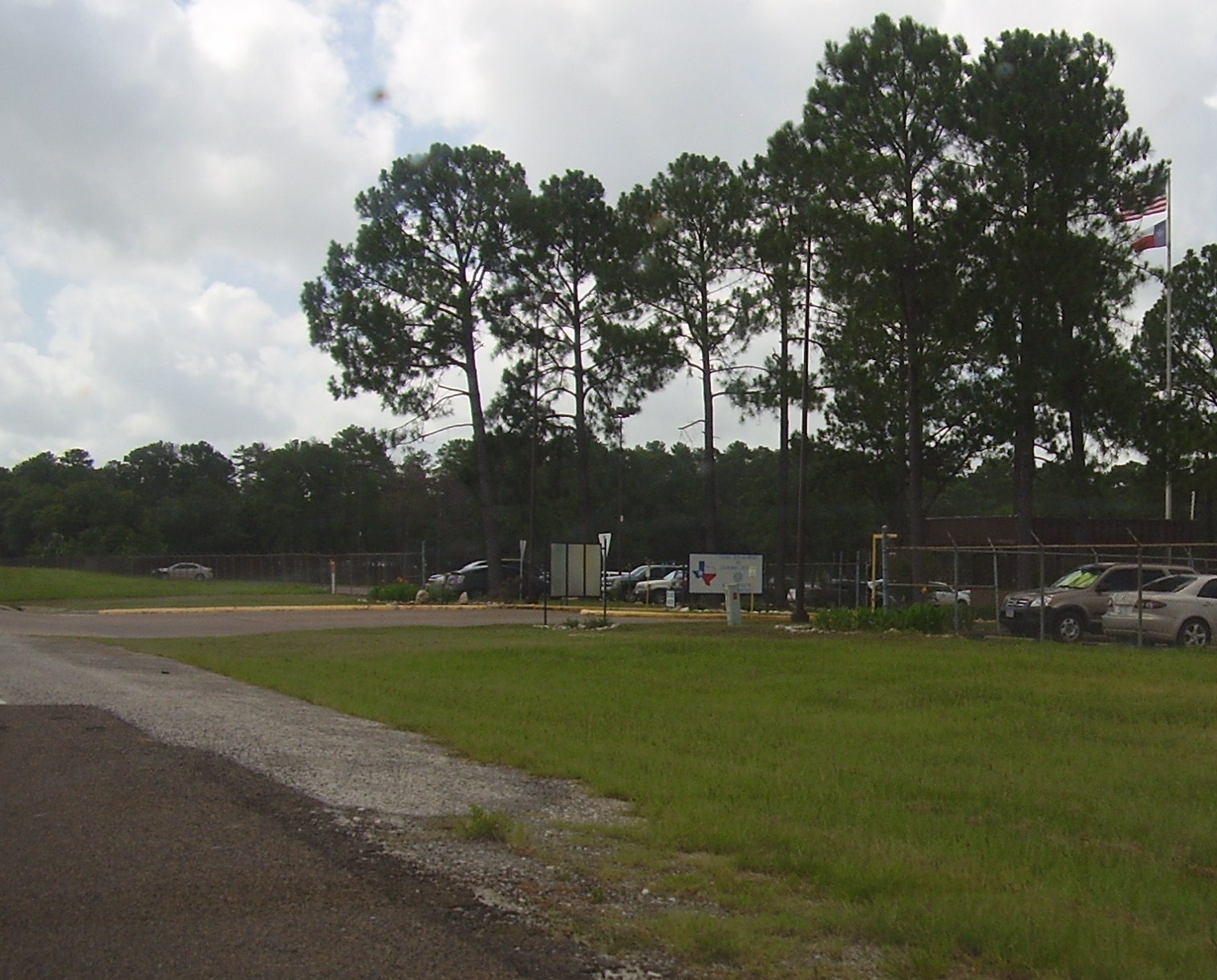
La seu administrativa del Departament de Justícia Criminal de Texas.

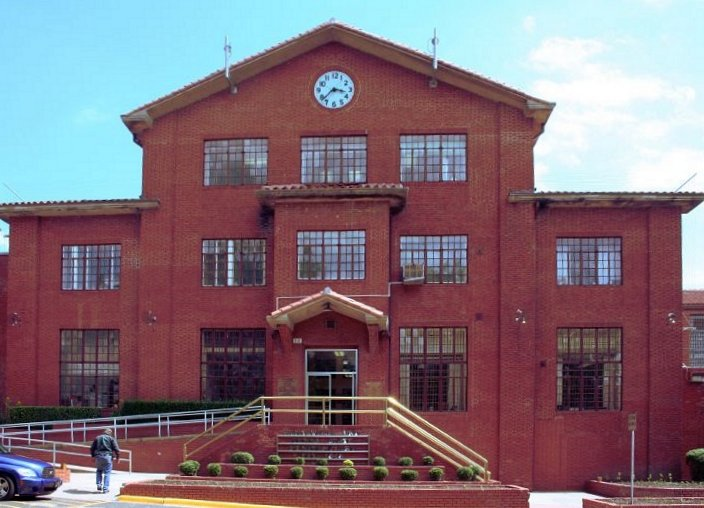
La Unitat de Huntsville, una presó de la Divisió d'Institucions Correccionals del TDCJ en Huntsville.

El Departament de Justícia Criminal de Texas (en anglès: Texas Department of Criminal Justice, TDCJ) és una agència de Texas en els Estats Units. El TDCJ gestiona presons i càrcers estatals, supervisió comunitària (o llibertat sota paraula), i llibertat condicional.
Té la seu a Huntsville.